# Hormonoterapia ablativa

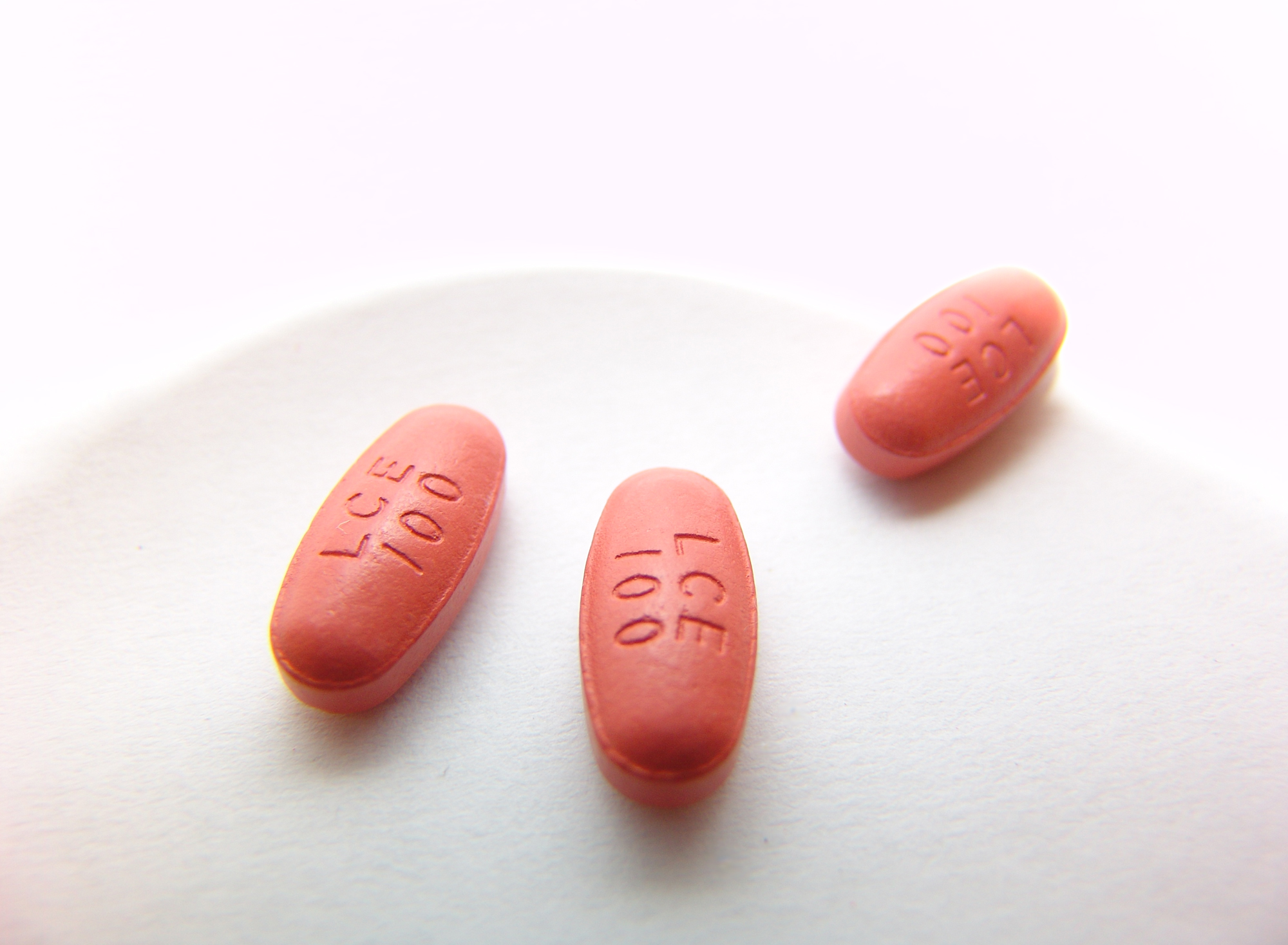
Na terapia hormonal ablativa vários meios podem ser usados, como a ingestão de pilulas supressoras.

A hormonoterapia ablativa implica a abolição completa dos esteróides sexuais do corpo humano através de castração cirúrgica, radiológica ou química.  Com o avanço da medicina, hoje em dia é mais comum o uso do método químico ou radiológico (este para casos de câncer), já que a inibição hormonal por essa via consegue os mesmos resultados e é menos invasiva que a castrativa. As primeiras terapias hormonais da história foram as ablativas, que consistiam na extirpação dos ovários ou testículos e, posteriormente, das glândulas suprarrenais e hipófise.
Como exemplo desse tipo de terapêutica temos a ovariectomia, a orquiectomia, a suprarenalectomia e a hipofisectomia. Esta última leva à supressão da secreção de gonadotrofinas, impedindo a produção de estrogênios e/ou androgênios. Simultaneamente desaparecem a somatotrofina e a prolactina, também implicadas no crescimento tumoral.
A hormonoterapia ablativa é usada para casos de doenças hormonodependentes, como o câncer, ou para a inibição hormonal durante o tratamento da transexualidade ou, ainda, de criminosos propensos a crimes sexuais.